# Souvenir (film, 2016)
Pour les articles homonymes, voir Souvenir.
Pour plus de détails, voir Fiche technique et Distribution.
Souvenir est une comédie dramatique belgo-luxembourgo-française réalisée par Bavo Defurne et sortie en 2016.

## Synopsis
Une chanteuse oubliée, qui a autrefois participé à l'Eurovision, rencontre un jeune boxeur qui va la convaincre de tenter un come-back.

## Fiche technique
- Titre : Souvenir
- Réalisation : Bavo Defurne
- Scénario : Bavo Defurne, Jacques Boon et Yves Verbraeken
- Musique : Pink Martini
- Montage :
- Photographie :
- Décors :
- Costumes : Christophe Pidre
- Producteur : Alexandra Hoesdorff et Yves Verbraeken
  - Coproducteur : Désirée Nosbusch et Jean-Yves Roubin
- Production : Deal Productions, Indeed Films et Frakas Productions, en association avec Cofinova 12
- Distribution : ARP Sélection
- Pays d'origine :  Belgique,  Luxembourg,  France
- Durée : 90 minutes
- Genre : comédie dramatique, Romance
- Dates de sortie :
  -  France : 21 décembre 2016
  -  Belgique : 18 janvier 2017
  -  Canada : 8 septembre 2016

## Distribution
- Isabelle Huppert : Liliane Cheverny / Laura
- Kévin Azaïs : Jean Leloup
- Johan Leysen : Tony Jones
- Carlo Ferrante : Rudi Riva
- Alice d'Hauwe : Liliane jeune
- Anouchka Csernakova : la diva du jury
- Marie Colapietro : Jennifer
- Jan Hammenecker : Eddy Leloup
- Anne Brionne : Martine, la mère de Jean